# Charlie Chan delitto a New York
Charlie Chan delitto a New York (Murder Over New York) è un film del 1940 diretto da Harry Lachman e basato sul personaggio di Charlie Chan, ispettore cinese della polizia di Honolulu, interpretato dall'attore Sidney Toler.

## Trama
In volo verso New York City, Charlie Chan incontra il suo vecchio amico, Hugh Drake, precedentemente ispettore di Scotland Yard,ed in periodo di guerra, ufficiale dell'intelligence britannica. Drake è sulle tracce di Paul Narvo, una spia responsabile del sabotaggio di diversi aerei bombardieri costruiti negli Stati Uniti e diretti in Inghilterra. Drake, sospetta che Narvo sia responsabile del recente incidente occorso al TR-3 a New York. Giunti a New York, trovano ad accoglierli il magnate dell'aeronautica George Kirby, che invita Chan a una festa in onore di Drake.
Più tardi quella sera, dopo la cena al banchetto della polizia, Charlie Chan e il figlio numero due Jimmy arrivano alla festa di Kirby. Introdotti nell'ufficio di Kirby dove Drake sta aspettando, lo trovano morto. Mentre si ipotizza la cauysa sia un infarto, Chan scopre che anche l'uccellino in una gabbia vicina è morto. Si scopre così che l'agente è stato ucciso da una fiala di gas velenoso, i cui pezzi sono stati trovati a terra. Jimmy riconosce dall'odore che si tratta di tetrogeno.
Insieme all'ispettore Vance, Chan interroga gli ospiti, tra cui Herbert Fenton, un vecchio compagno di scuola di Drake; l'attrice June Preston; agente di cambio Keith Jeffrey; Ralph Percy, un progettista di aerei; e il maggiordomo di Kirby, Boggs. Deluso dai pochi elementi emersi negli interrogatori, Chan rintraccia l'ex moglie di Narvo, Patricia Shaw, che gli rivela di essere fuggita da suo marito e dal suo pericoloso servo, Ramullah, dopo aver appreso che era una spia. Chan interroga anche David Elliott, un chimico che aveva visitato Drake poco prima della sua morte. Dopo che la ricerca di Ramullah da parte di Chan termina con la sua morte, e Kirby viene trovato anch'esso avvelenato, Chan riunisce con uno stratagemma tutti i sospetti a bordo del nuovo bombardiere TR-4. Segretamente, la sera prima, i sabotatori avevano introdotto una fiala di vetro con il gas velenoso a bordo, programmata per rompersi quando l'aereo fosse sceso in picchiata. Gli ospiti, credendo di essere lì solo per vedere l'aereo a terra, sono allarmati all'avvio dei motori e il bombardiere decolla con tutti a bordo. Mentre l'aereo si alza fino a 15.000 piedi, Chan osserva le reazioni di coloro che lo circondano. Improvvisamente, l'aereo scende in picchiata e mentre la fiala di vetro cade, Fenton lo cattura rapidamente, minacciando tutti di lascairla cadere se non fosse lasciato libero. Atterrati all'aeroporto Fenton esce improvvisamente dal bombardiere, sbattendo la fiala all'interno e chiudendo la porta. Ma la polizia sta aspettando e afferra Fenton. Chan e gli altri emergono illesi dall'aereo, poiché il detective spiega di aver scoperto la fiala di gas velenoso già in mattinata, e di averla sostituita con un innocuo facsimile. Chan dichiara però che Fenton è troppo vecchio per essere Narvo.
Al quartier generale della polizia, mentre Fenton viene interrogato con i sospetti rimasti presenti, Chan inganna il vero Paul Narvo e lo costringe a rivelarsi: Mentre Fenton sta per bere da una tazza d'acqua che Kieth Jeffrey ha portato per lui, Chan lo ferma. Esaminando il liquido, il detective dice che è stato avvelenato, il responsabile è proprio Jeffrey che altro non è che Narvo reso irriconoscibile da una plastica facciale in seguito ad un incidente automobilistico.

## Produzione
Le riprese furono avviate nel luglio del 1940, e la distribuzione alle sale avvenne a partire dal 13 dicembre 1940.

## Distribuzione
Il titolo provvisorio di questo film era "Charlie Chan a New York". Secondo il materiale pubblicitario della Fox contenuto nei file della Academy of Motion Picture Arts and Sciences Library, lo studio cambiò il titolo al fine di evitare che il pubblico confondesse questo film con altre pellicole realizzate sul personaggio di Charlie Chan.